# Leptaulax acutangularis
Leptaulax acutangularis is een keversoort uit de familie Passalidae. De wetenschappelijke naam van de soort is voor het eerst geldig gepubliceerd in 1998 door Iwase.